# Persone di cognome Rodriguez
| Questa pagina contiene informazioni ricavate automaticamente dalle voci biografiche con l'ausilio del template Bio e di un bot. L'aggiornamento è periodico e automatico e ricostruisce completamente la pagina. Se manca una persona in questa lista, sei pregato di non aggiungerla, ma accertati piuttosto che la sua voce biografica contenga il template Bio e che i dati anagrafici siano correttamente compilati. Se il template Bio manca, inseriscilo tu stesso o, in alternativa, metti l'avviso {{tmp\|Bio}} che ne segnala la mancanza. Se i dati riportati sono sbagliati, correggi direttamente la voce biografica; le modifiche saranno visibili in questa lista entro pochi giorni. Per chiarimenti vedi il progetto antroponimi. La lista contiene solo le 58 persone che sono citate nell'enciclopedia e per le quali è stato implementato correttamente il template Bio. Pagina aggiornata al 23 lug 2025. |

Questa è una lista di persone presenti nell'enciclopedia che hanno il cognome Rodriguez, suddivise per attività principale.

## Allenatrici di calcio(1)
- Amy Rodriguez, allenatrice di calcio e ex calciatrice statunitense (Lake Forest, n. 1985)

## Artisti marziali misti(1)
- Ricco Rodriguez, artista marziale misto statunitense (San Jose, n. 1977)

## Atlete paralimpiche(1)
- Kiara Rodriguez, atleta paralimpica ecuadoriana (Guayaquil, n. 2002)

## Attori(6)
- Sean Marquette, attore e doppiatore statunitense (Dallas, n. 1988)
- David Rodriguez, attore e poeta statunitense (Houston, n. 1952 - † 2015)
- Jai Rodriguez, attore e cantante statunitense (Brentwood, n. 1979)
- Mel Rodriguez, attore statunitense (Miami, n. 1973)
- Rico Rodriguez, attore statunitense (College Station, n. 1998)
- Valente Rodriguez, attore statunitense (Edcouch, n. 1964)

## Attrici(7)
- Elizabeth Rodriguez, attrice statunitense (New York, n. 1980)
- Estelita Rodriguez, attrice statunitense (Guanajay, n. 1928 - Van Nuys, † 1966)
- Krysta Rodriguez, attrice e cantante statunitense (Orange, n. 1984)
- Michelle Rodriguez, attrice statunitense (San Antonio, n. 1978)
- MJ Rodriguez, attrice e cantante statunitense (Newark, n. 1991)
- Nikki Rodriguez, attrice statunitense (Los Angeles, n. 2002)
- Raini Rodriguez, attrice e cantante statunitense (Bryan, n. 1993)

## Batteristi(1)
- Alexei Rodriguez, batterista portoricano (San Juan)

## Calciatori(8)
- Dani Cancela, ex calciatore spagnolo (La Coruña, n. 1981)
- Bruno Rodriguez, ex calciatore francese (Bastia, n. 1972)
- Carmelo Rodriguez, calciatore americo-verginiano (Christiansted, n. 1992)
- Edmundo Rodriguez, ex calciatore messicano (Guadalajara, n. 1970)
- Joseph Rodriguez, calciatore francese (Orano, n. 1908 - † 1985)
- Joshué Quiñónez, calciatore ecuadoriano (Guayaquil, n. 2001)
- Julien Rodriguez, ex calciatore francese (Béziers, n. 1978)
- Sauveur Rodriguez, calciatore francese (Sidi Bel Abbès, n. 1920 - Nizza, † 2013)

## Cantanti(1)
- Empress Of, cantante statunitense (n. 1989)

## Cantautrici(1)
- Carrie Rodriguez, cantautrice statunitense (Austin, n. 1978)

## Cestisti(1)
- Desi Rodriguez, cestista statunitense (Bronx, n. 1996)

## Ciclisti su strada(1)
- Fred Rodriguez, ex ciclista su strada statunitense (Bogotà, n. 1973)

## Criminali(1)
- Ricky Rodriguez, criminale statunitense (Tenerife, n. 1975 - Blythe, † 2005)

## Generali(1)
- David Rodriguez, generale statunitense (West Chester, n. 1954)

## Giocatori di baseball(2)
- Alexander Rodriguez, ex giocatore di baseball statunitense (New York, n. 1975)
- Josh Rodriguez, giocatore di baseball statunitense (Houston, n. 1984)

## Giocatori di football americano(3)
- Evan Rodriguez, ex giocatore di football americano statunitense (Bronx, n. 1988)
- Malcolm Rodriguez, giocatore di football americano statunitense (Tahlequah, n. 1999)
- Ruben Rodriguez, ex giocatore di football americano statunitense (Visalia, n. 1965)

## Giornalisti(1)
- Pepe Rodríguez, giornalista e saggista spagnolo (Tortosa, n. 1953 - Barcellona, † 2025)

## Giuristi(1)
- Gaspar Rodriguez, giurista spagnolo

## Ingegneri(1)
- Gabriel Rodríguez, ingegnere, economista e politico spagnolo (Valencia, n. 1829 - Madrid, † 1901)

## Modelle(1)
- Natalia Rodriguez, modella argentina (Buenos Aires, n. 1987)

## Pallavoliste(1)
- Alexis Rodriguez, pallavolista statunitense (Sterling, n. 2003)

## Pattinatrici di velocità su ghiaccio(1)
- Jennifer Rodriguez, ex pattinatrice di velocità su ghiaccio statunitense (Miami, n. 1976)

## Pittori(3)
- Alonso Rodriguez, pittore italiano (Messina, n. 1578 - Messina, † 1648)
- Giovanni Bernardino Rodriguez, pittore e scultore italiano († 1667)
- Luigi Rodriguez, pittore italiano (Messina - † 1607)

## Poeti(1)
- Luis J. Rodriguez, poeta e scrittore statunitense (El Paso, n. 1954)

## Politici(1)
- Ciro Rodriguez, politico statunitense (Piedras Negras, n. 1946)

## Politologi(1)
- Mario Rodriguez, politologo italiano (Napoli, n. 1947)

## Rapper(1)
- Ugly God, rapper e produttore discografico statunitense (Fort Wayne, n. 1996)

## Registi(1)
- Robert Rodriguez, regista, sceneggiatore e produttore cinematografico statunitense (San Antonio, n. 1968)

## Rugbisti a 15(1)
- Laurent Rodriguez, ex rugbista a 15, allenatore di rugby a 15 e dirigente sportivo francese (Poitiers, n. 1960)

## Skater(1)
- Paul Rodriguez Jr, skater statunitense (Chatsworth, n. 1984)

## Stilisti(1)
- Narciso Rodriguez, stilista statunitense (Newark, n. 1961)

## Trombonisti(1)
- Rico Rodriguez, trombonista giamaicano (L'Avana, n. 1934 - Londra, † 2015)

## Vescovi cattolici(1)
- Plácido Rodríguez, vescovo cattolico messicano (Celaya, n. 1940)

## Wrestler(2)
- Kalisto, wrestler statunitense (Chicago, n. 1986)
- Johnny Rodz, ex wrestler statunitense (New York, n. 1938)

## Senza attività specificata(1)
- Sophie Rodriguez, ex snowboarder francese (Grenoble, n. 1988)